# 遼河
遼河（りょうが、簡体字中国語: 辽河、繁体字中国語: 遼河（拼音: Liáo Hé）満洲語：ᠯᡳᠶᠣᡠ᠋ᡥᠠ
ᠪᡳᡵᠠ、転写：liyooha bira）は、中国東北部（満洲）南部を流れる大河。

## 解説
河北省、内蒙古自治区、吉林省、遼寧省を流れ、渤海北部の遼東湾に注ぐ。河流の長さは1390キロメートル、流域面積は、渾河や太子河も含めると、22万8960平方キロメートル。遼河の激しい流れによって、遼河平原が誕生した。ただし、近年では水質汚染が深刻で、早急な環境問題対策の整備が必要となっている。
歴史的地名として遼河以西の地域を遼西、以東を遼東と呼ぶ。
遼河には東西に二つの源流があるが、本流は河北省内に源泉を持つラオハ川（老哈河）である。ラオハ川は内蒙古自治区に入り、途中からシラムレン川（Xar Moron、西拉木倫河、モンゴル語： Šira Mören）と合流して西遼河を為し、吉林省方面から流れてくる東遼河と合流した後に遼河となる。
遼河は遼寧省中部を北から南へ向かって縦貫し、途中で招蘇台河、清河、柴河、泛河、秀水河、養息牧河、柳河といった河川と合流する。遼河は河口に達する前に再び二つの流れに分流する。一つは外遼河であり、営口で遼東湾（渤海の一部）に注ぐ。三岔河で遼河最大の支流である渾河や太子河と合流していたことから、大遼河とも言われる。もう一つは双台子（雙檯子）河であり、盤錦市盤山県付近から遼東湾に注ぐ。世界最大級のヨシ原（ヨシとマツナ属の群落）がある双台子河の河口の紅海灘一帯は2004年にラムサール条約登録地となった。
かつての遼河の主流は大遼河だったが、1958年の六間房鎮付近における改修工事以降、主流は双台子河になった。この改修工事で渾河と太子河も独立水系となり、大遼河の旧河床を流れている。

## 支流、分流など
- 大遼河（中国語版）（外遼河） - かつての本流、現在は分流。
  - 太子河
  - 渾河
    - 蘇子河
- 双台子河 - 現在の本流。
  - 繞陽河（中国語版）
  - 柳河（中国語版）
  - 養息牧河（中国語版）
  - 秀水河（中国語版）
  - 凡河（中国語版）（泛河）
  - 柴河（中国語版）
  - 清河（中国語版）
  - 招蘇台河（中国語版）
  - 東遼河
  - 西遼河
    - ウルジムレン河（烏爾吉木倫河）
    - 教来河（中国語版）
    - シラムレン川（西拉木倫河）
    - 老哈河（中国語版）